# جغرافيا ليبيريا

خريطة ليبيريا

تقع ليبيريا في غرب أفريقيا وتطل على المحيط الأطلسي في جنوب غرب البلاد. تقع بين خطي عرض 4 و9 درجات شمالًا وخطي طول 7 و12 درجات غربًا.
يتميز المشهد الطبيعي بسهول ساحلية منبسطة غالبًا تحتوي على الأيكة الساحلية والمستنقعات والتي ترتفع إلى هضبة منبسطة وجبال منخفضة في الشمال الشرقي. تغطي الغابات المطيرة الاستوائية التلال بينما يغطي عشب الفيل والغابات شبه النفضية الغطاء النباتي المهيمن في الأقسام الشمالية. المناخ استوائي حار على مدار السنة مع هطول الأمطار الغزيرة من مايو إلى أكتوبر مع فترة توقف قصيرة في منتصف يوليو وأغسطس. خلال أشهر الشتاء من نوفمبر إلى مارس، تهب رياح هارماتان الجافة المحملة بالغبار من الداخل مسببة مشاكل كثيرة للسكان.
تميل مستجمعات المياه في ليبيريا إلى السير باتجاه جنوبي غربي نحو المحيط، حيث تسيل مياه الأمطار الجديدة من هضبة الغابات قبالة سلسلة جبال غينييه فوريستيير الداخلية في غينيا. تتلقى كيب ماونت قرب الحدود مع سيراليون معظم أمطار البلاد. يشق حدود البلاد الشمالية الغربية الرئيسية نهر مانو بينما يحدها من الجنوب الشرقي نهر كافالا. أكبر ثلاثة أنهار في ليبيريا هي سانت بول ويصب قرب مونروفيا، وسانت جون في بوشانان ونهر سستوس، وكلها تصب في المحيط الأطلسي. كافالا هو أطول نهر في البلاد بطول 515 كم.
أعلى نقطة تقع كليًا داخل ليبريا هي جبل ووتيفي (1440 م) فوق مستوى سطح البحر ضمن سلسلة جبال غرب أفريقيا ومرتفعات غينيا في شمال غربي البلاد. مع ذلك، فإن جبل نيمبا قرب ييكيبا هو الأعلى (1752 م) فوق مستوى سطح البحر ولكنه لا يقع كليًا داخل ليبريا حيث تشترك نيمبا بالحدود مع غينيا وكوت ديفوار وهو أعلى جبل في البلدين أيضًا.